# Wellington (Misuri)
Wellington es una ciudad situada en el condado de Lafayette, Misuri, Estados Unidos. Tiene una población estimada, a mediados de 2023, de 754 habitantes.
El poblado está estrechamente vinculado con la vecina ciudad de Napoleon, ubicada a una distancia de unos 8 kilómetros.

## Geografía
La localidad está ubicada en las coordenadas 39°08′32″N 93°59′11″O / 39.14222, -93.98639 (39.142358, -93.98631). Según la Oficina del Censo, tiene una superficie total de 2.91 km², de los cuales 2.82 km² corresponden a tierra firme y 0.09 km² están cubiertos de agua.

## Demografía
Según el censo de 2020, en ese momento había 738 personas residiendo en la localidad. La densidad de población era de 261.70 hab./km². El 92.55% de los habitantes eran blancos, el 1.22% eran afroamericanos, el 0.27% eran amerindios, el 0.68% eran de otras razas y el 5.28% eran de una mezcla de razas. Del total de la población, el 2.57% eran hispanos o latinos de cualquier raza.